# 179 (liczba)
179 (sto siedemdziesiąt dziewięć) – liczba naturalna następująca po 178 i poprzedzająca 180.

## W matematyce
- 179 jest czterdziestą pierwszą liczbą pierwszą, następującą po 173 i poprzedzającą 181[1]
- 179 jest mniejszą z liczb bliźniaczych (179, 181)[2][3]
- 179 jest liczbą bezkwadratową[4]
- 181 jest sumą kolejnych pięciu liczb pierwszych (29 + 31 + 37 + 41 + 43)
- 179 jest różnicą kwadratów dwóch kolejnych liczb  (902 - 892)
- 179 nie jest liczbą palindromiczną, czyli liczbą czytana w obu kierunkach, w pozycyjnych systemach liczbowych od bazy 2 do bazy 16
- 179 należy do jednej trójki pitagorejskiej (179, 16020, 16021).

## W nauce
- liczba atomowa unseptennium (niezsyntetyzowany pierwiastek chemiczny)
- galaktyka NGC 179
- planetoida (179) Klytaemnestra
- kometa krótkookresowa 179P/Jedicke

## W kalendarzu
179. dniem w roku jest 28 czerwca (w latach przestępnych jest to 27 czerwca). Zobacz też co wydarzyło się w roku 179, oraz w roku 179 p.n.e..